# Phyllachora ischaemi
Phyllachora ischaemi är en svampart som beskrevs av Syd. & P. Syd. 1915. Phyllachora ischaemi ingår i släktet Phyllachora och familjen Phyllachoraceae.   Inga underarter finns listade i Catalogue of Life.